# デザーナ
デザーナ（伊: Desana）は、イタリア共和国ピエモンテ州ヴェルチェッリ県にある、人口約1,100人の基礎自治体（コムーネ）。

## 地理

### 位置・広がり
| 隣接するコムーネは以下の通り。 - アジリアーノ・ヴェルチェッレーゼ - コスタンツァーナ - リニャーナ - ロンセッコ - トリチェッロ - ヴェルチェッリ |